# Leptohymenium sharpii
Leptohymenium sharpii là một loài Rêu trong họ Hylocomiaceae. Loài này được (H.A. Crum & L.E. Anderson) W.R. Buck & H.A. Crum mô tả khoa học đầu tiên năm 1990.